# Roman Trofimov
Roman Sergeevič Trofimov (in russo Роман Сергеевич Трофимов?; Leninogorsk, 19 novembre 1989) è un saltatore con gli sci russo.
Nelle liste FIS è registrato come Roman-Sergeevich Trofimov.

## Biografia
In Coppa del Mondo ha esordito il 6 febbraio 2010 a Willingen (48º) e ha ottenuto il primo podio il 27 novembre 2011 a Kuusamo (3º). Ha debuttato ai Mondiali di volo a Planica 2010 (9º nella gara a squadre il miglior risultato) e ai Campionati mondiali a Seefeld in Tirol 2019, dove è stato 39º nel trampolino normale, 43º nel trampolino lungo e 9º nella gara a squadre. Ai XXIV Giochi olimpici invernali di Pechino 2022, suo esordio olimpico, si è classificato 23º nel trampolino normale, 23º nel trampolino lungo e 7º nella gara a squadre.

## Palmarès

### Universiadi
- 1 medaglia:
  - 1 argento (gara a squadre a Trentino 2013)

### Coppa del Mondo
- Miglior piazzamento in classifica generale: 56º nel 2021 e nel 2022
- 1 podio (a squadre):
  - 1 terzo posto